# Драма (дем)
Вижте пояснителната страница за други значения на Драма.
Драма (на гръцки: Δήμος Δράμας, Димос Драмас) е дем в област Източна Македония и Тракия, Егейска Македония, Гърция. Център на дема е едноименният град Драма.

## Селища
Дем Драма е създаден на 1 януари 2011 година след обединение на две стари административни единици – дем Драма и община Осеница по закона Каликратис.

### Демова единица Драма
Според преброяването от 2021 година демът има 55 441 жители и в него влизат следните демови секции и селища:
- Демова секция Драма
  - град Драма (Δράμα)
  - село Ени чифлик (Νέα Σεβάστεια, Неа Севастия)
  - село Пашали чифлик (Αμπελάκια, Амбелакия)
  - село Шипша (Ταξιάρχες, Таксиархес)
- Демова секция Височен
  - село Височен (Ξηροπόταμος, Ксиропотамос)
  - село Метаморфоси Сотирос (Μεταμόρφωση Σωτήρος)
- Демова секция Ескикьой
  - село Ескикьой (Νικοτσάρας, Никоцарас)
- Демова секция Карачали
  - село Карачали (Μαυρόβατος, Мавроватос)
- Демова секция Кючуккьой
  - село Кючуккьой (Μικροχώρι, Микрохори)
- Демова секция Монастираки
  - село Дряново (Μοναστηράκι, Монастираки)
  - село Ковица (Βαθύλακκος, Ватилакос)
- Демова секция Музга
  - село Музга (Κουδούνια, Кудуния)
- Демова секция Мокрош
  - село Мокрош (Λιβαδερό, Ливадеро)
  - село Кранища (Δενδράκια, Дендракия)
- Демова секция Османица
  - село Османица (Καλός Αγρός, Калос Агрос)
- Демова секция Равеня
  - село Равеня (Μακρυπλάγι, Макриплаги)
- Демова секция Равика
  - село Равика (Καλλίφυτος, Калифитос)
  - село Панорама (Πανόραμα)
- Демова секция Турско село
  - село Турско село (Μυλοπόταμος, Милопотамос)
- Демова секция Чаталджа
  - село Чаталджа (Χωριστή, Хористи)

### Демова единица Осеница
Общината е разположена в областта Чеч в южните склонове на Родопите по десния бряг на река Места. По данни от преброяването от 2021 година населението на община Осеница (Κοινότητα Σιδηρόνερου) е 238 души и в нея влизат следните демови секции и села:
- Демова секция Осеница
  - село Осеница (Σιδηρόνερο, Сидиронеро)
  - село Владиково (Οροπέδιο, Оропедио)
  - село Ловчища (Καλλίκαρπο, Каликарпо)
  - село Попово село (Παππάδες, Пападес)
- Демова секция
  - село Либан (Σκαλωτή, Скалоти)

На територията на дема има и много изоставени села.